# Ruta 301 (Costa Rica)
La Ruta 301, oficialmente Ruta Nacional Terciaria 301, es una ruta nacional de Costa Rica ubicada en las provincias de San José y Puntarenas.

## Descripción
En la provincia de San José, la ruta atraviesa el cantón de Acosta (los distritos de San Ignacio, San Luis, Cangrejal, Sabanillas,bijagual).
En la provincia de Puntarenas, la ruta atraviesa el cantón de Parrita (el distrito de surubres,sardinal,Partita).